# ジオット (探査機)
ジオット (giotto) またはジョットは、欧州宇宙機関 (ESA) によって1985年7月2日に打ち上げられ、ハレー彗星に最接近した探査機。1301年に出現したハレー彗星をパドヴァのスクロヴェーニ礼拝堂の壁画のモチーフに描いたイタリアの画家ジョット・ディ・ボンドーネにちなみ、命名された。

## 概要
1986年のハレー彗星接近に伴い、アメリカ、日本、ソ連、ESAの各国・機関は、共同で探査機によるハレー彗星の観測を行うこととなった（ハレー艦隊）。そのなかで、ESAは最も冒険的なハレー彗星のコマの内部まで突入し、近距離より彗星核の撮影を試みる計画を策定した。コマの内部に突入するため、探査機には核から噴出した多数の塵が衝突することが予想され、探査機の進行方向には、装甲板が取り付けられた。映像は、本体の脇・装甲板の外側に取り付けられている鏡に映したものを本体内のカメラで撮影する。

## 日程
- 1985年7月2日 - フランス領ギアナのギアナ宇宙センターからアリアン1ロケットにより打ち上げられる。
- 1986年3月14日 - ハレー彗星の核から596キロメートルまで接近し、画像などを撮影する。塵の衝突により最接近直後にカメラが故障して映像の送信が中断したほか、通信が途切れたりもしたが、最接近しての撮影に成功した。その後、3月15日02:00(UTC)に観測機器の電源が落とされた。
- 1990年 - 再起動され（カメラは故障していたが、それ以外の観測装置の多くは無事だった）、7月2日に地球へスイングバイを行う。
- 1992年7月10日 - グリッグ・シェレルップ彗星 (26P/Grigg-Skjellerup) に約200キロメートルまで接近し、データを観測する。
- 1992年7月23日 - 再び電源が落とされる。
- 1999年 - 地球へ接近したが、地上からの信号に反応せず。